# Ballinturly Turlough SAC
Ballinturly Turlough SAC este o arie protejată (arie specială de conservare — SAC, sit de importanță comunitară — SCI) din Irlanda întinsă pe o suprafață de 151,69 ha, integral pe uscat.

## Localizare
Centrul sitului Ballinturly Turlough SAC este situat la coordonatele 53°35′16″N 8°14′42″W / 53.587665°N 8.244883°V.

## Înființare
Situl Ballinturly Turlough SAC a fost declarat sit de importanță comunitară în mai 1998 pentru a proteja 12 specii de animale. Situl a fost protejat și ca arie specială de conservare în octombrie 2016.

## Biodiversitate
Situată în ecoregiunea atlantică, aria protejată conține 1 habitat natural: Turlough.
La baza desemnării sitului se află mai multe specii protejate de  păsări (12): rață sulițar (Anas acuta), rață lingurar (Anas clypeata), rață pitică (Anas crecca), rață fluierătoare (Anas penelope), rață mare (Anas platyrhynchos), Anser albifrons flavirostris, rața moțată (Aythya fuligula), lebădă de iarnă (Cygnus cygnus), becațină comună (Gallinago gallinago), sitar de mâl (Limosa limosa), culic mare (Numenius arquata), nagâț (Vanellus vanellus).